# Voglajna
Voglájna je reka v vzhodni Sloveniji, levi pritok Savinje. Začenja se na iztoku izpod pregrade Tratna, s katero je zajezena v umetno Slivniško jezero, od tam teče v velikem zavoju okrog Prednje gore (455 m) proti jugu in nato v ozki soteski med Prednjo goro in Rifnikom proti severu ter pri Črnolici vstopi v široko Voglajnsko podolje. Po njem teče proti zahodu mimo Šentjurja in skozi Štore, pri Teharjah se izteče v ravnino Celjske kotline in se tik pod Celjem izliva v Savinjo.
Večji desni pritoki so Slomski potok, Pešnica in Hudinja, levi pritoki so Bojanski potok, Curgelj, Kozarica, Jezernica in Čret. Nekdanja glavna povirna potoka sta Ločnica in Drobinski potok, ki se zdaj izlivata v Slivniško jezero.

## Opis reke
Voglajna je zanimiv primer reke, za katero ni soglasja glede njenega začetka, saj so mnenja o tem različna. Danes sicer prevladuje mnenje, da se začenja z iztokom iz Slivniškega jezera, v katerega pritekata njena glavna pritoka Ločnica in Drobinski potok. Čeprav glede začetka Voglajne ni enotnega mnenja, lahko rečemo, da se je pred nastankom jezera Voglajna začela na danes potopljenem sotočju teh dveh potokov pri naselju Rakitovec.
V starejši literaturi omenjajo nekateri, da je začetek Voglajne potok Jezernica (ali Jezerščica), drugi menijo, da je Drobinski potok njen pravi začetek. M. Žagar piše v svojem opisu poplave leta 1954: »Voglajna priteče izpod Jezerc pod Dobjem po tesno zajedeni dolini, ki se le delno razširi pri Sv. Urbanu pod Slivnico, ko dobi z desne strani Drobinski potok z Ločnico; tam tvori majhno nasuto ravnico, nato pa si zopet z ozko sotesko prebije pot skozi eruptivni hrbet vzhodno od Rifnika.«  Podobno navaja tudi Krajevni leksikon Slovenije: »Rečica izvira pod Jezercami pod imenom Jezerščica. Od tod teče po ozki dolini do Glince, kjer sprejema Slivniški potok in Ločnico.«  M. Natek piše: »Pri njenem poimenovanju, določitvi njenega izvira, je več nejasnosti. Nekateri domačini postavljajo njen izvir v Volčje jame v Spodnjem Žegarju (pod Prevorjami), v nadmorski višini 500 m. Toda ta potok se na številnih kartah, med drugim tudi v Krajevnem leksikonu Slovenije imenuje Drobinski potok.« 
Pod iztokom iz Slivniškega jezera Voglajna takoj zavije proti jugu v ozko in kratko sotesko med Gradiščem (441 m) in Prednjo goro (455 m), čeprav je samo 600 m oddaljena od svojega toka pri Črnolici. Na južni strani teh nizkih hribov priteče v Gorico pri Slivnici, kjer se ji z leve pridruži pritok Čret, nato pa zavije po kratki, a široki dolini proti zahodu. Tu z leve sprejme levi pritok Jezernico in se takoj zatem zaje v trd kremenov keratofir, v katerem je izdelala kratko sotesko med Prednjo goro in Rifnikom. Pri Črnolici izstopi iz soteske v široko Voglajnsko podolje in zlagoma zavije proti zahodu. Nad Šentjurjem se vanjo izliva Slomski potok, nato pa teče tik južno od Šentjurja, kjer se ji z desne pridruži Pešnica, z leve pa Kozarica. Vse do Opoke nekoliko nad Štorami teče po skoraj kilometer široki dolini z ravnim, mestoma mokrotnim dnom, nato pa sledi ožji del doline, zarezan v trši andezitni tuf in starejše triasne kamnine. V tej ožji dolini je ob cesti in železniški progi Celje–Maribor stisnjen del Štor, a se dolina hitro razširi, v tej razširitvi pa stoji tik ob desnem bregu Voglajne novejši del železarne Štore. Pri Teharjah se dolina spet na kratko zoži, onkraj zožitve pa Voglajna vstopi v široko dolinsko dno Celjske kotline. Že pod Štorami teče po povsem spremenjeni umetni strugi, nato pa zavije proti zahodu in po podobnem umetnem koritu teče tik ob južnem robu ravnine mimo celjske tovorne železniške postaje. Z desne se vanjo steče še največji pritok Hudinja, nato zavije proti jugu mimo Skalne kleti in se tik pod Celjem izliva v Savinjo.

## Hidronim in etimologija
Izvor imena Voglajna ni znan. Jezikoslovec Marko Snoj domneva, da se je reka nekoč imenovala Vogvan'a, nato pa se je z izgovorom ime spremenilo v Voglajna. Verjetno je ime predslovanskega izvora, morda bi lahko izhajalo iz latinske besede aquanea, kar je ženska oblika pridevnika iz aquana (vodna vila). Tudi starejši jezikoslovec F. Bezlaj nima prepričljivega mnenja o izvoru imena reke in okleva med možnim slovanskim izvorom v obliki (v)oglańa in, podobno kot M. Snoj, latinskim izvorom v besedi aquanea. V zgodovinskih virih se ime reke pojavlja že v srednjem veku v latinskih in nemških oblikah, npr. Oguanie (1025), Oguaniae (1028), Oglan (1265), Agleg (1447), der pach Oglay (1448), auf der Aglein (1480) idr., v slovenski obliki se prvič pojavi kot Voglana.

## Hidrogeografija
Voglajna ima panonski dežno-snežni režim z jesenskim viškom, ki le nekoliko presega spomladanskega. Značilen je izrazit poletni nižek zaradi višjih temperatur in večje evapotranspiracije v juliju in avgustu ter šibko izražen zimski nižek (januarja in februarja). Hidrogram je manj razgiban tudi zaradi zadrževanja vode v Slivniškem jezeru, kar nekoliko zmanjša najvišje in nekoliko poveča najnižje pretoke. V obdobju 1971–2000 so na vodomerni postaji Celje II izmerili najmanjši pretok 0,01 m3/s (1. marca 1998), ko je reka skorajda presahnila, največjega pa ob poplavi 5. novembra 1998 (118 m3/s). Da tudi sicer ni posebno vodnata reka, kaže nizek specifični odtok (17,4 l/s/km2) in nižji odtočni količnik kot ga imajo naše predalpske reke (43,5 %).
Čeprav Voglajna ni tako hudourniška kot njen pritok Hudinja, je ob njej zlasti v širšem delu doline dolvodno od Črnolice do izliva v Savinjo ponekod tudi do kilometer široka in mokrotna poplavna ravnica, ki jo reka pogosto poplavlja in tudi izgradnja pregrade Tratna, za katero je nastalo Slivniško jezero, ni bistveno zmanjšala nevarnosti poplav. V preteklosti so bili v dnu doline predvsem mokrotni travniki in mestoma njive ter posamični mlini ob Voglajni, v zadnjih desetletjih pa se je precej povečala ogroženost zaradi poplav v Šentjurju, kjer je na poplavnem območju velik del industrijske cone, in v Štorah, kjer je bila v ravnici tik ob reki zgrajena nova železarna. Marsikje so bile na poplavno ogroženem območju zgrajene tudi posamične stanovanjske hiše, od katerih so bile nekatere v zadnjih letih celo večkrat poplavljene. Najobsežnejše poplavno območje je od Šentjurja do Štor, kjer se poplavne vode razlijejo po celotnem dolinskem dnu južno od železniške proge, v vzhodnih delih Celja pa se poplavno območje ob Voglajni zlije s poplavnimi območji Hudinje in Savinje.
Ena najhujših poplav ob Voglajni v zadnjem stoletju se je zgodila v noči z 8. na 9. avgust 1926, ki jo je časopis Slovenski gospodar opisal takole: »V okolici Celja je narastla Voglajna v Štorah pri mostu tekom pol ure ob petih popoldne za 45 cm. Po peti uri se je vzdigovala kar vidoma, tako da je ob sedmih zvečer Voglajna preplavila že vse teharsko polje in je drla ob železniškem nasipu mimo Čreta, kjer se je razlila po vsem Čretu do Bežigrada prav do Celja, kjer je bila struga Voglajne ob pol osmih zvečer tudi že vsa preplavljena. Vrtovi ob gostilni pri Zel. travniku so bili že vsi pod vodo in jedva se je videlo še obrobke plotov. Ker se je ob tem času kar naprej vlivalo iz oblakov, se je bližala katastrofa s hitrimi koraki. Proti 11. uri ponoči so bile v vodi vse vasi od Štor mimo Teharjev, kjer je posebno trpela elektrarna na Razdrtem in Turkov mlin z žago v Teharjih. Polja in travniki Teharčanov, posestnikov iz Čreta in deloma Bukovžlaka, so uničena.« 
Voglajna je naredila veliko škode tudi 19. in 20. septembra 2010, ko je poplavila 37 stanovanjskih hiš, 38 gospodarskih poslopij, 10 industrijskih obratov ter številne ceste v Slivnici pri Celju, Šentjurju in Vrbnem. Ista poplava je naredila veliko škode tudi v štorski železarni. Večje poplave ob Voglajni so bile še 13. septembra 2014, ko je bil pod vodo precejšen južni del Šentjurja, hiše in gospodarski objekti so bili poplavljeni tudi v Hruševcu in Gorici pri Slivnici. Veliko težav sta povzročila tudi Voglajnina pritoka Pešnica in Kozarica.

## Kakovost vode
Nekaj let nazaj je bila Voglajna v spodnjem toku skoraj povsem mrtva reka, saj jo je močno onesnaževala industrija v Šentjurju, Štorah in Celju, vanjo so se stekale tudi komunalne odplake. Zaradi zelo majhnega strmca, počasnega toka in majhne količine vode se je reka zlasti v poletnih mesecih spremenila v zaudarjajoč odtočni kanal skoraj brez življenja. Z uvedbo zaprtih krogov tehnološke vode v štorski železarni in celjski industriji ter z izgradnjo centralne čistilne naprave Šentjur in industrijske čistilne naprave v štorski železarni se je stanje reke Voglajne precej popravilo. Po izgradnji celjske čistilne naprave v Tremerju so nanjo priključena tudi vsa naselja ob Voglajni od Štor do Celja, kar je še dodatno izboljšalo stanje vode v strugi Voglajne.
Po uradnih podatkih ARSO je Voglajna v dobrem kemijskem stanju in zmernem ekološkem stanju, kar še ni dobro, saj se v vodi in sedimentu nahajajo težke kovine (kobalt) ter sulfati in ostanki herbicidov.

## Ljudje in reka
Voglajna ni niti posebno vodnata reka niti nima dovolj velikega strmca, zato v preteklosti ni bila posebej uporabna za pogon mlinov, žag in drugih naprav. Geograf Milan Natek je pred leti natančno popisal vse mline in žage v celotnem porečju in prišel do številke 262; od tega je bilo 230 mlinov, 23 žag in devet drugih obratov. Na sami Voglajni jih je bilo na 11 lokacijah vsega skupaj samo 21. Med večjimi obrati navaja avtor Celestinov mlin in žago pod izlivom Kozarice v Hruševcu, v Vrbnem Podplašekov valjčni mlin in dve žagi, v Prožinski vasi mlin v Opoki, ki je deloval celo do 70. let dvajsetega stoletja, in na Teharjah Pocajtov mlin (tudi Turkov mlin) in žago. Slednji je deloval že v času Celjskih grofov in je z njim povezana povest Ferda Kočevarja Mlinarjev Janez, slovenski junak ali vplemitenje Teharčanov (1859). Tudi v štorski železarni so v 19. stoletju poleg parnih strojev delno uporabljali vodni pogon.

## Varstvo narave
Voglajna je antropogeno močno preoblikovana reka: na njej so leta 1975 zgradili 17 m visoko pregrado Tratna, za katero je nastalo 0,84 km2 veliko Slivniško jezero, kar je precej spremenilo pretočni režim reke dolvodno od pregrade. V srednjem toku so jo deloma prestavili že ob gradnji Južne železnice v sredini 19. stoletja in tu je med železniško progo in cesto Celje–Šentjur ohranjen edini ostanek nekdanje Voglajnine struge, v katerem je zdaj manjši ribnik Vrbno. Dolvodno od Štor je reka v celoti regulirana, že pred drugo svetovno vojno so preuredili njen izliv v Savinjo. Še obsežnejša regulacijska dela so opravili po katastrofalnih poplavah junija 1954 v Celju, ko je Voglajna tudi 'izgubila' svoj nekdanji desni pritok (Vzhodno)Ložnico, ki se zdaj izliva v Hudinjo.
Kljub regulacijam sta struga Voglajne in njena bližnja okolica pomembni z ekološkega in naravovarstvenega vidika. Dolina Voglajne od pregrade Tratna do Prožinske vasi je zavarovana kot lokalna naravna vrednota, celotna struga od pregrade Tratna do izliva v Savinjo pa je vključena v Naturo 2000 zaradi bogatih vodnih in mokrotnih habitatov ter raznovrstnega rastlinskega in živalskega sveta. Ker se je v zadnjih letih občutno zmanjšala onesnaženost vode, je pričakovati, da si bo narava tudi ob podpori naravovarstvenih ukrepov počasi opomogla, vendar je reka žal še daleč od nekdanjega naravnega stanja.
Počasi tekoča reka je kljub regulacijam pomemben življenjski prostor številnih živalskih vrst, ki so zaradi posegov v okolje na splošno ogrožene, njene brežine in bližnji mokrotni travniki pa bogat zaklad narave, ki ga je potrebno ohranjati in vzdrževati. V reki živi več ribjih vrst, ki jim prija počasi tekoča voda, mdr. bolen (Aspius aspius), blistavec (Telestes souffia), pezdirk (Rhodeus sericeus amarus) in zlata nežica (Sabanejewia aurata). V reki živi tudi sladkovodna školjka navadni škržek (Unio crassus), v vodi in ob njej vidra (Lutra lutra), kača kobranka (Natrix tessellata), številne dvoživke, metulji, hrošči in druge živalske vrste.